# Raoul Neveling
Raoul ”Rulle” Ervin Otto Neveling, född 31 maj 1907 i Stockholm, död där 23 maj 1999, var en svensk scoutledare och författare.
Neveling var son till verkmästare Arthur Neveling och Hulda Neveling, född Forslind. Han avlade studentexamen 1926 och diplomerades från Socialinstitutet 1936.
Han började som scout i 10-årsåldern och 1928 startade han på försök en mindre sjöscoutavdelning inom sin kolonn tillsammans med sin äldre broder Arthur Neveling. Verksamheten växte så pass kraftigt, att man 1935 bildade en särskild sjöscoutkolonn inom Stockholmskåren.
Folke Bernadotte anställde honom som ombudsman vid Svenska Scoutförbundet 1943 där han fick uppdraget att bland annat utveckla sjöscoutverksamhet i Sverige samt att vara riksombudsman i Scoutfrämjandet, en roll han hade fram till 1956. Skolfartyget s/y "Biscaya" genomförde med Raoul "Rulle" Neveling som befälhavare 94 stycken två-veckors-seglingar i nordiska farvatten med över 1 500 ungdomar under åren 1942–1971. 
Bengt Junker utsåg Neveling till generalsekreterare i Scoutförbundet 1953. Neveling bidrog till att expandera scoutrörelsen och använde, efter att ha fått inspiration av scoutrörelsen i USA, den relativt oprövade metoden att samarbeta med storföretag. PR och sponsring blev en viktig del av hans arbete. Han introducerade också en högre ledarutbildning. Planerna på att scouterna skulle ha en egen folkhögskola, Kjesäter i Sörmland, förverkligades under denna period.
Han verkade som generalsekreterare fram till sammanslagningen av pojk- och flickscouterna 1960 och var därefter biträdande generalsekreterare och anställd i förbundet fram till sin pensionering 1972. Neveling tilldelades Silvervargen 1956 som är den högsta utmärkelsen inom svensk scoutrörelse. Han var författare till ett antal böcker inom scouting, ledarskap och försäljning.